# 병영동
병영동(兵營洞)은 울산광역시 중구의 행정동 병영1동·병영2동의 통칭이다. 조선시대 왜구의 침입을 막기 위해 병영절제사 군영이 있었고, 일제시대에는 3.1만세 운동이 대대적으로 펼쳐져 전국에 봉기될 수 있도록 한 역사적 고장이다.

## 지명
지금의 병영성내를 선조 초기에는 거마곡이라 하였다. 1417년 조선 태종 17년에 경주의 토을마리에 있었던 경상좌병영을 이곳으로 옮겨와 성을 쌓았다. 세종 8년에 좌병영을 한동안 폐지하고 울산군의 첨절제사가 이를 대리하여 오다가 세종 19년에 다시 이곳에 두게 되었다. 한편 병영성이 완성되자 한동안 울산군청을 이 병영성안으로 이전한 일이 있었는데 이는 1426년 세종 8년의 일이었다. 그 뒤 세종 19년경에 다시 군청을 북정동으로 이전하여 갔다. 구한말에 와서 군대를 개편하여 진위대라 하였을 때도 육군보병 제3연대 3대대가 역시 이곳에 머물다가 진위대가 해산할 때 오랜 군사기지로서의 역할에 종지부를 찍었다. 이러한 5백년동안의 군사기지는 이곳 울산의 문화, 경제, 성격등에도 큰 영향을 끼쳐왔다. 병마절도사영이 있었던 곳을 다 내상이라 하였으며 병마절도사영의 준말이 병영인데 동헌은 지금 병영초등학교 자리이다.

## 법정동
- 남외동(南外洞)
- 동동(東洞)
- 서동(西洞)
- 장현동(長峴洞)

## 학교
- 병영초등학교
- 삼일초등학교
- 울산중학교
- 울산고등학교
- 한국폴리텍대학교
- 남외초등학교
- 남외중학교

## 기관
- 울산병영우체국
- 중구보건소
- 울산중부경찰서

## 시설
- 종합운동장

## 주거

### 아파트

#### 병영1동
- 아이에스동서 남외동 에일린의 뜰 (남외동) : 2007년 7월 입주.

## 문화재
- 울산 경상좌도병영성 - 사적 제320호
- 외솔 최현배 선생 생가터 - 울산광역시 기념물 제39호